# The Meaning Of Life (program telewizyjny)
The Meaning Of Life – irlandzki telewizyjny program publicystyczny prowadzony przez Gaya Byrna.
Znany i wybitny prezenter zaprasza do programu znane postaci życia kulturalnego i społeczno-politycznego, zadając im pytania dotyczące m.in. spraw religijności (czy Bóg istnieje, dlaczego na świecie jest źle, dlaczego istniejemy, co dzieje się po śmierci?), przemocy w rodzinie, wykorzystywania seksualnego dzieci, aborcji i innych trudnych tematów. Pierwsze 4 serie programu osiągnęły oglądalność ponad 247.000 telewidzów. Program nadawany jest w niedzielę o godz.22.
Gośćmi programu byli m.in.: Colin Farrell, Gerry Adams, Maeve Binchy, Ronan Keating, Sinéad O’Connor, Neil Jordan, Gabriel Byrne, Tommy Tiernan, Brenda Fricker, Bertie Ahern, Mary Robinson, Edna O’Brien, Fionnula Flanagan, Deepak Chopra, Ian Paisley, Dana Rosemary Scallon, Michael Parkinson, Martin Sheen, Andrea Corr, Richard Branson, Bob Geldof, Mary McAleese, Noel Gallagher, Niall Quinn, Colm Tóibín, J. P. Donleavy, Maria Doyle Kennedy, Bono, Colm Wilkinson.